# カリー観光
有限会社カリー観光（カリーかんこう）は、沖縄県豊見城市に本社を置く企業である。
沖縄本島と石垣島で路線バス・貸切バス事業および、旅行業・宿泊業（リゾートホテル）を営んでいる。

## 沿革
2005年設立。代表者はかつて那覇交通や北部観光バスに勤務していた人物である。のち石垣島にも進出した。
社名の由来は沖縄方言の「かりゆし」から。
- 2005年（平成17年）5月25日 - 設立。
- 2005年（平成17年）9月8日 - 貸切バス事業免許を取得する[1]。
- 2005年（平成17年）10月11日 - 大型5台とリフト付き小型1台で営業を開始する[2]。
- 2015年（平成27年）6月22日 - 石垣島で路線バスの運行を開始する。
- 2018年（平成30年）7月1日 - 沖縄本島で路線バスの運行を開始する。
- 2019年（令和元年）10月1日 - 本部町にコンドミニアム型ホテル「カリーコンド美ら海」を開業し、宿泊業に進出する[3]。

## 営業所所在地
- 本社営業所 - 沖縄県豊見城市伊良波146-1
- 石垣営業所 - 沖縄県石垣市大浜201-1

## 貸切バス

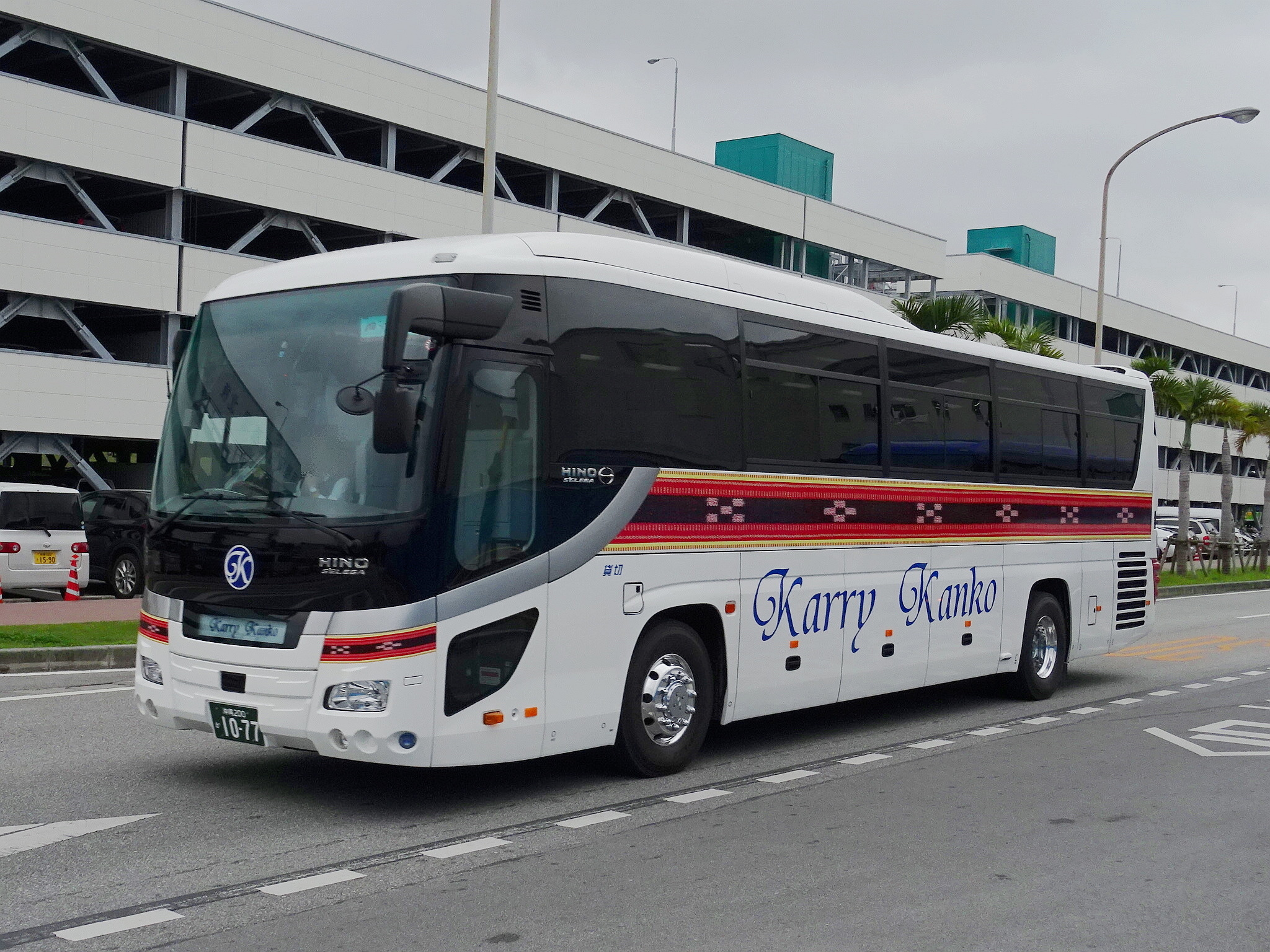
貸切バス

沖縄本島と石垣島で営業する。2016年3月31日現在の車両数は33台。
車体色は白地にミンサー織りの柄の帯。

## 路線バス

### 石垣島
| 石垣港離島ターミナルにて |  | 石垣空港にて（右）。後方2台は競合する東運輸の路線バス車両 |
| 石垣港離島ターミナルにて |  | 石垣空港にて（右）。後方2台は競合する東運輸の路線バス車両 |

- 55：石垣空港 ⇔ 石垣港離島ターミナル（直行）

石垣空港（南ぬ島石垣空港）と石垣港離島ターミナルを結ぶ路線で、2015年6月22日に運行を開始した。
石垣空港 - 石垣港離島ターミナル間の直行で、途中の停留所には停車しない。そのため所要時間は約30分で、石垣島の既存事業者である東運輸が運行する空港線（4・10番系統）に比べ若干短い。8時台から19時台まで30分間隔、21往復が運行される。運賃は当初は東運輸と同額の540円であったが、2016年7月1日に500円に値下げされ、900円の往復割引チケットが発売されている。「ミンサー号」の愛称が付けられている。
車両は他社から移籍したバリアフリーバス、ノンステップバスなどが使用され、貸切バスと同一色である。2016年3月31日現在の路線車両数は7台。
当初は2014年の運行を計画し、同年3月26日に沖縄総合事務局運輸部に申請したが、離島ターミナルのバスの混雑の問題を理由に石垣市が離島ターミナルでのバス停留所設置を許可しなかったことなどで同年内の運行開始はできなかったが、翌2015年2月に設置工事の許可が下り、同年内に運行を開始した。東運輸の空港線とは激しい競争となっており、空港では客引きまがいの行為が見られるとの指摘も出ているという。

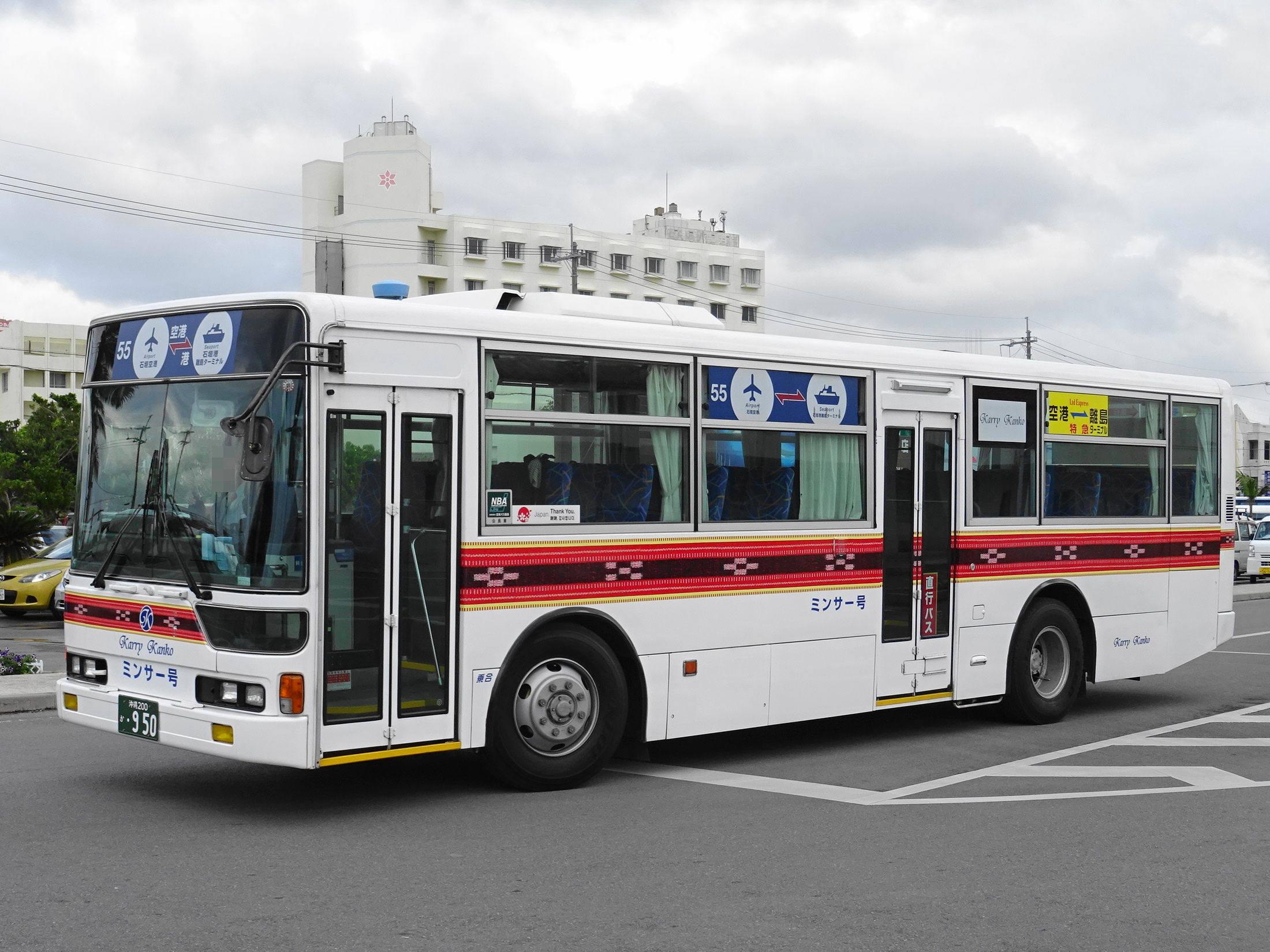
離島ターミナルを出発（2015年）
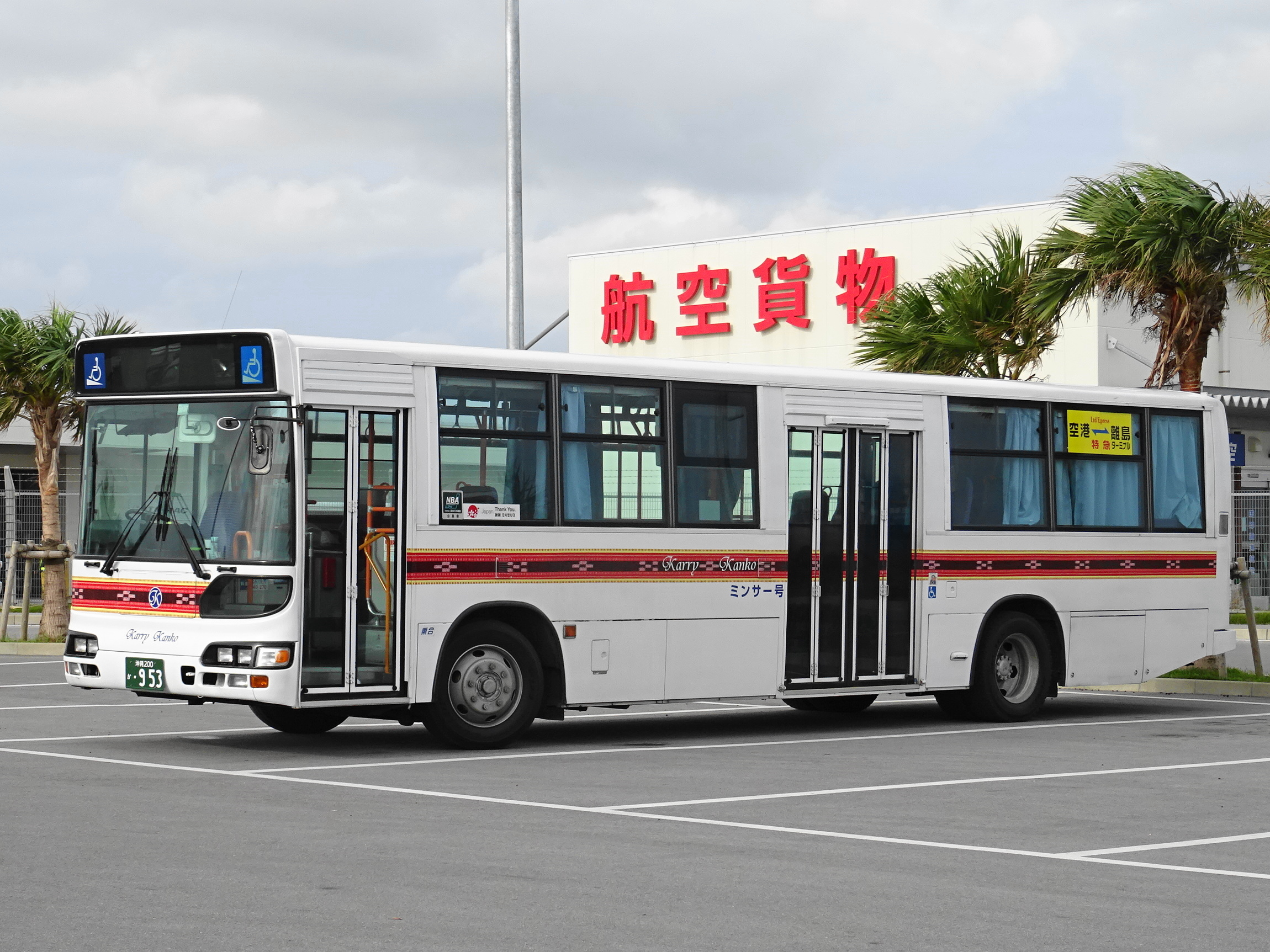
新石垣空港（当時）で待機中（2015年）
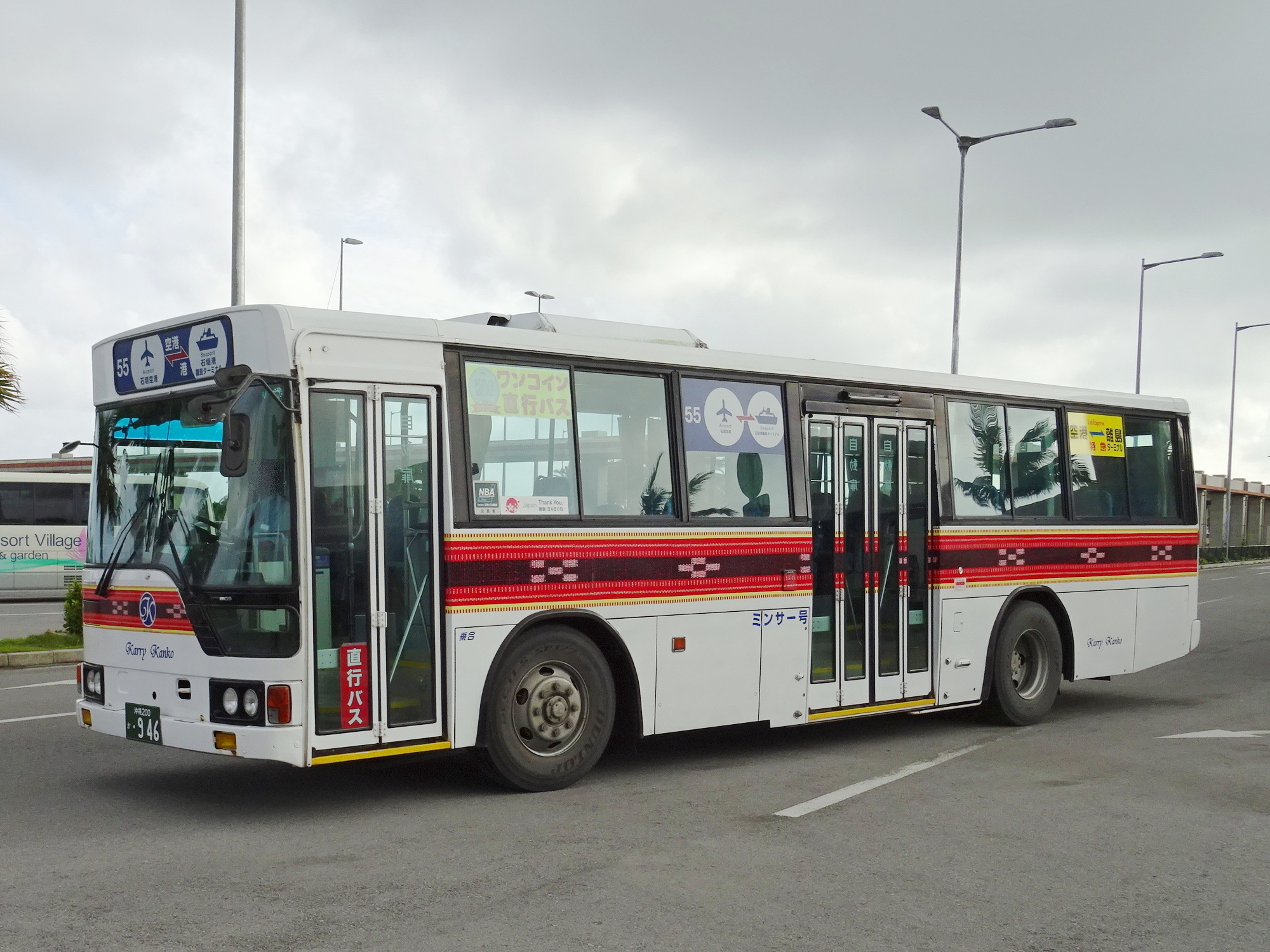
2016年値下げ後。ワンコイン（500円）をアピールするステッカーが加えられている
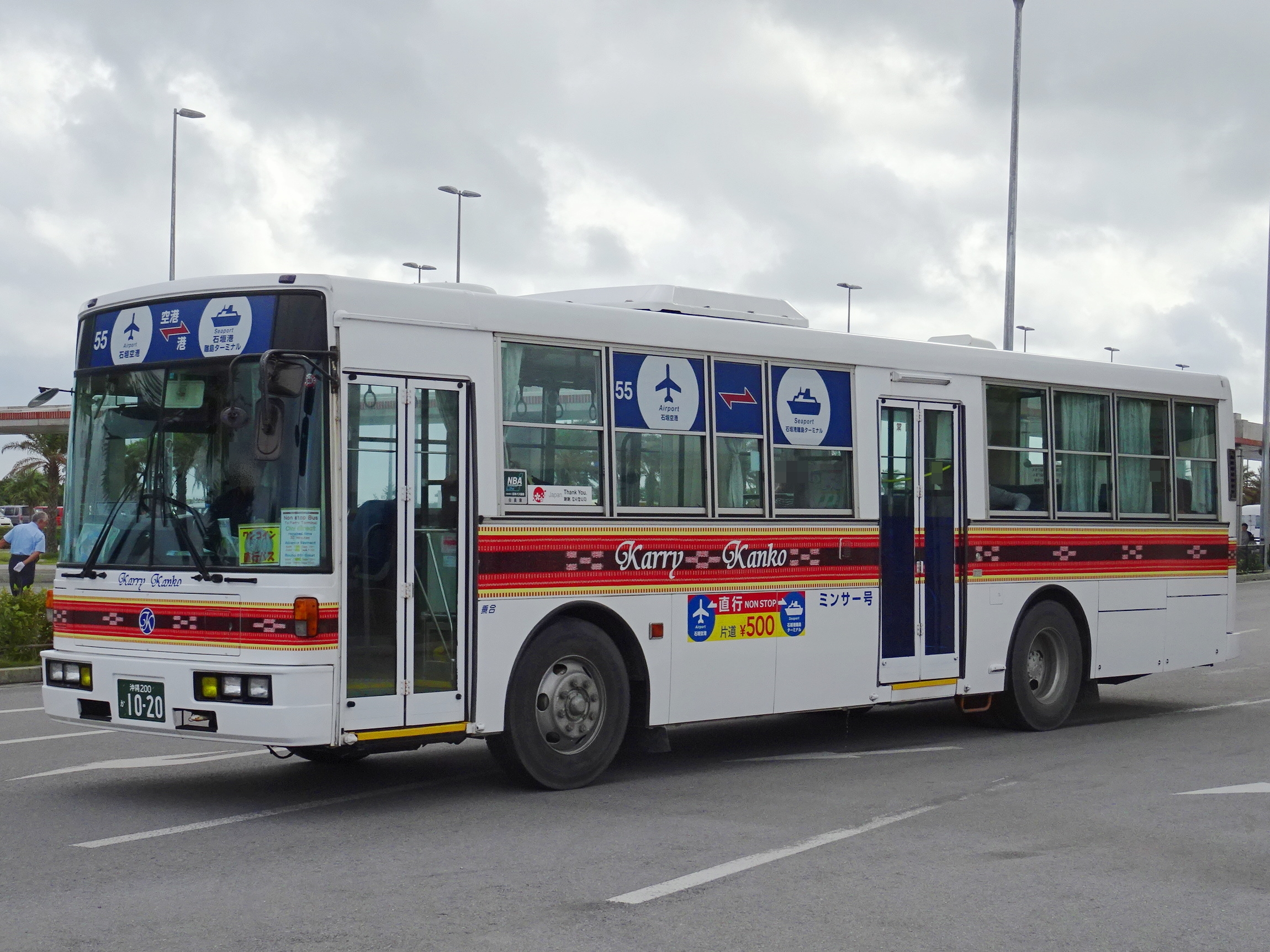
同
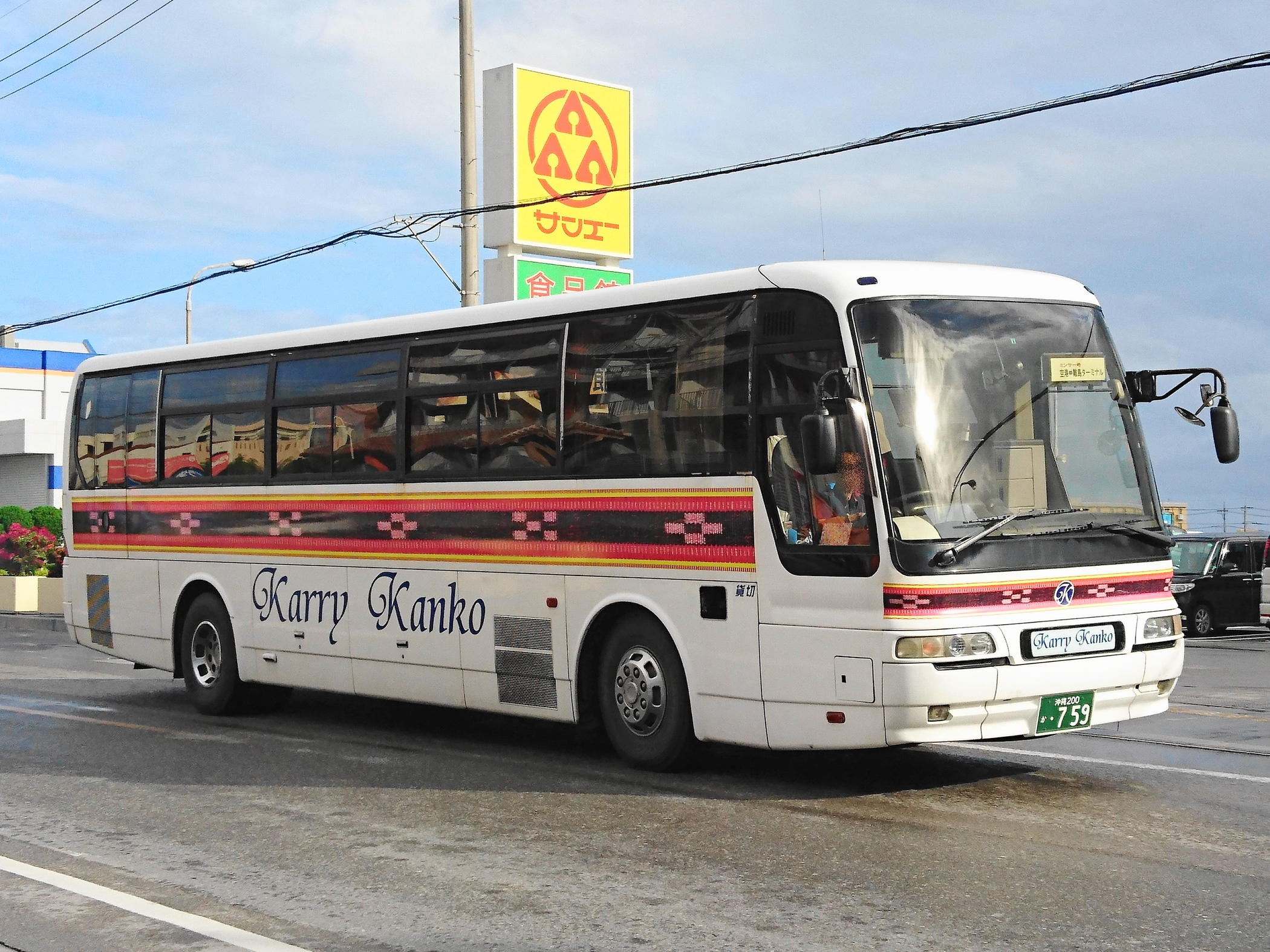
貸切バスタイプ車両が運用される場合がある。

### 沖縄本島
- 北谷ライナー：那覇空港・県庁北口（北谷方向）/旭橋駅前（那覇空港方向） - ダブルツリーbyヒルトン沖縄北谷

2018年7月1日より運行を開始。那覇空港から宜野湾市・北谷町のリゾートホテルなどを結ぶ。運行開始時点は宜野湾終点の「宜野湾ライナー」と北谷終点の「北谷ライナー」の2系統だったが同年10月1日より両系統が統合された。
- 美ら海ライナー：那覇空港・県庁北口（本部方向）/旭橋駅前（那覇空港方向） - アメリカンビレッジ - （沖縄自動車道 沖縄南IC - 許田IC）- 名護市役所前 - 海洋博記念公園 - ホテルオリオンモトブリゾート＆スパ - カリーコンド美ら海

2019年4月1日より運行を開始。那覇空港から北谷町・名護市・本部町を結ぶ。那覇市内および本部町内のみの利用不可。本部方面便は予約優先便。
- パルコシティシャトルバス：おもろまち駅前 - サンエー浦添西海岸パルコシティ

2020年5月16日より運行を開始。土日祝に運行されていた無料シャトルバスを有料化し毎日運行としたもの。
- 瀬長島ライナー：おもろまち駅前 - 県庁北口 - 那覇空港 - 瀬長島

それまで運行されていた豊崎ライナー（イーアス沖縄豊崎発着）の発着点を変更する形で2021年5月17日に運行を開始。

## 定期観光バス
- 川平ライナー：離島ターミナル・各提携先ホテル - 川平湾（休憩） - 石垣空港

2016年7月20日より運行を開始。離島ターミナルと各提携先ホテルで乗客を乗せて川平湾に向かい、川平湾で80分の自由時間をとった後に石垣空港へ向かう便と、逆に石垣空港で乗客を乗せて川平湾に向かい、80分の自由時間の後に各提携先ホテルと離島ターミナルで乗客を降ろす便がある。両方向とも午前始発・午後始発各1本ずつ、計2往復の運行。予約制。

## 車両
いすゞ、日産ディーゼル（現：UDトラックス）、三菱ふそう、日野の国内4メーカーを揃えている。

### 移籍車の供給元
- 京浜急行バス
- 川崎鶴見臨港バス
- 小田急バス
- 東武バス
- 船橋新京成バス
- 京成トランジットバス
- 岐阜バス
- 伊予鉄バス
- 伊那バス
- 中部観光サービス

#### かつて存在した移籍車の供給元
- 西東京バス
- 伊豆箱根バス
- 知多バス
- 遠鉄バス